# 北川喬之
北川 喬之（きたがわ たかゆき、1981年12月13日 - ）は、日本の元ラグビー選手。2016年現在、関東学院大学ラグビー部FWコーチを務めている。

## プロフィール
- 京都府出身。
- ポジションはプロップ(PR)、フッカー(HO)。
- 身長 175cm、体重 105kg
- ニックネームはターキー、北ちゃん。
- 関西代表に選ばれたことがある[1]。
- 弟の忠資もラグビー選手[2]（現・ホンダ）。

## 略歴
12歳からラグビーを始めた。
2000年、東山高校卒業後、関東学院大学に入る。
2004年、関東学院大学卒業後、ヤマハ発動機ジュビロに加入。同年9月25日に行われたジャパンラグビートップリーグ第2節の近鉄ライナーズ戦にて途中出場で公式戦初出場を果たす。
2009年、三洋電機ワイルドナイツ（現・パナソニック ワイルドナイツ）に加入。
2012年、三菱重工相模原ダイナボアーズに加入
2015年、現役を引退した。